# بسکت (کنتاکی)
بسکت (به انگلیسی: Baskett) یک منطقهٔ مسکونی در ایالات متحده آمریکا است که در شهرستان هندرسون، کنتاکی واقع شده‌است. بسکت ۱۲۱٫۹۲ متر بالاتر از سطح دریا واقع شده‌است.